# قناة القرين
القرين، قناة تلفزيونية كويتية ضمن شبكة قنوات تلفزيون الكويت التابعة لوزارة الإعلام، تم افتتاحها في 25 فبراير 2017 تزامناً مع احتفالات الكويت بعيدها الوطني، وتقوم القناة بعرض الأعمال التلفزيونية والمسرحية والبرامج والأنشطة القديمة في الكويت كإعادة لإحياء التراث الكويتي، اسم القناة مأخوذ من اسم دولة الكويت قديما.
تعرض القناة أنشطة حكومية ومدرسية بالإضافة لبرامج للأطفال وأخرى دينية، ومسلسلات وسهرات تلفزيونية نادرة، والجانب الرياضي فهي تعرض بعض البرامج والمباريات الكويتية القديمة.
والمميز بالقناة أنها تبث بجودة HD عالية الجودة ما يجعل البرامج والمسلسلات القديمة تبث بجودة فريدة.
أغلقت القناة في يوم الأحد 28 يوليو 2024 بقرار من وزارة الإعلام الكويتية و بثها رقمياً في منصة 51 الكويتية مع قناتي العربي و إثراء.

## وصلات خارجية
- موقع القناة على اليوتيوب